# Daniel Scheps

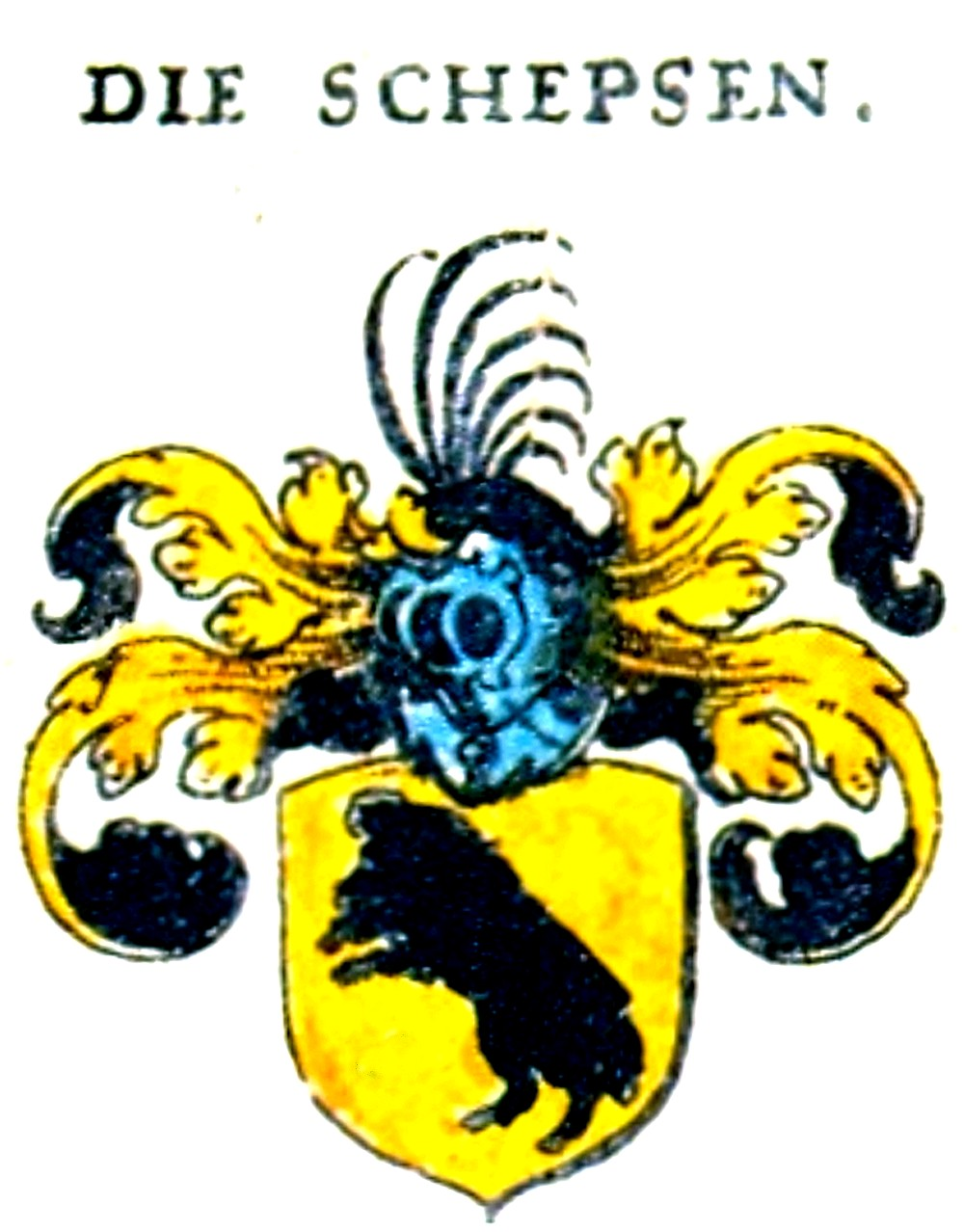
Wappen der Schepsen in Siebmachers Wappenbuch

Daniel Scheps (* Juni 1534 in Schweidnitz, Fürstentum Schweidnitz; † 22. Oktober 1609 ebenda) war ein deutscher Mediziner, Dichter und Chronist. 

## Leben
Er stammte aus dem Schweidnitzer Patriziergeschlecht Scheps. Seine Eltern waren der oberste Schöffenmeister von Schweidnitz Kaspar Scheps († 1537) und dessen Ehefrau Katharina geb. Kobersberg († 1570). Daniel Scheps erhielt eine protestantische Erziehung. Nach dem Besuch der Lateinschule in Schweidnitz immatrikulierte er sich am 4. Oktober 1559 an der Universität Wittenberg, darauf an der Universität Padua und Bologna, wo er auch promovierte. 1560 ließ er sich in seiner Heimatstadt als praktischer Arzt nieder. Aus Anlass der Hochzeit seines zukünftigen Schwagers Sebastian Thommendorf mit der Witwe des Breslauer Syndikus Vipertus Schwabe verfasste er 1561 ein lateinisches Epithalamium. 1568 erhielt er die vakante Stelle des Stadtphysikus. Von seiner ersten Ehefrau erbte er das Gut Bunzelwitz. Nach dem Tod seines Schwiegervaters Hieronymus Tommendorf kaufte er auch die restlichen Anteile an dem Dorf. Seit 1574 führte er die von Venceslaus Thommendorf begonnene Familienchronik fort. Seine Annalen, die wichtige historische Ereignisse, aber auch Anekdoten und Gedichte beinhalteten, verfasste er in Deutsch und Latein. Auf seinem von seinen Kindern gestifteten Grabmal in der Stadtpfarrkirche Schweidnitz, das ihn als ausgezeichneten Mediziner, Philosoph und Dichter bezeichnet, steht die Inschrift:
„Danieli Scepsio in Buntzlawitz, Caspari Scepsio Cos. et Katharina Koberg (siet parentibus) orto, patricio, philosopho eximio, poëtae praeclaro, medico clinico, per annos XII patriae hujus suae protophysico fidelissimo), feliciss(imo), Patri liberorum V, duabus ex axoribus, altera Tommendorfia Swidnicensi, altera Heinrichia Lig- nicensi, anno Chr. MDCIX. Octobr. d. XXII. aetatis LXXV et mens(ium) IV animam unico salvatori Stuo) Christo, eorpus terrae communi) mortalium matri commendțanti), beate in domino mortuo, Liberi superstites Joann(es) et Caspar cum Hedwige sorore, debit. patr. opt in gram honorif memoria prosequentes Hoe) Pietat(is) Honotrisque) Monumentum) Posnerunt).“    

Daniel Scheps Tochter, Hedwig brachte Bunzelwitz ihrem Mann, dem Arzt Friedrich Seyller aus einem Breslauer Patriziergeschlecht zu. Die mit dem Jahr 1608 endenden Handschriften von Scheps wurden von dem Juristen Ernst Sigismund Schober wiederentdeckt, möglicherweise ein Nachkomme oder Verwandter, der sie an sich nahm und mit Nachträgen und Zusätzen versah. Seit dem Ende des Zweiten Weltkrieges gelten die bis dahin im Staatsarchiv Breslau lagernden Aufzeichnungen als verschollen.

## Werke
- Epithalamion virtute ac ... Hochzeitsgedicht auf Sebastian Thomdorf und Catharina von Buchen, Dezember 1561
- Danielis Scepsii Philosorgon epithalamion. Hochzeitsgedicht auf Georg Florschütz (Georgius Florschuczius), Arzt, und Margarita Tomdorff, Febr. 1575
- Bericht und Ordnung, wie man sich jetzt und künfftig, in Sterbens leufften, weil er auff die neyge der Welt _ recht preserviren unnd curiren soll, 1585
- Hirundinetum nuptiarum Abrahami Svalbii et Mariae Appeliae, 1590

## Familie
Daniel Scheps heiratete in erster Ehe 1571 Hedwig Thommendorf († 1587), Tochter des Vizebürgermeisters von Schweidnitz Hieronymus Thommendorf und in zweiter Ehe 1590 Katharina Heinrich, Tochter des Bürgermeisters von Liegnitz Peter Heinrich. Seine Kinder waren:
- Katharina (* 4. März 1579; † 17. Februar 1604), ⚭ 1599 NN Heinz, Dr. med., Stadtphysikus von Frankenstein
- Johannes  (* 13. Juni 1591; † 14. Oktober 1640), Herr auf Geyersberg, Haidänichen und Rastelwitz, ⚭ Anna Maria von Reichel
- Hedwig (* 21. Juni 1593; † 1617), ⚭ Friedrich Seyller, Dr. med., praktischer Arzt in Breslau
- Daniel (* 25. Juni 1595; † 1. Februar 1596)
- Kaspar  (* 3. April 1597; † 26. November 1598)